# Oh!ご主人様
『Oh!ご主人様』（おー！ごしゅじんさま、韓国語：오! 주인님）は2021年3月24日から2021年5月13日までMBCで放送されていた大韓民国のテレビドラマである。

## あらすじ
スリラードラマの脚本家であるハン・ビス（イ・ミンギ）と人気女優のオ・ジュイン（ナナ）のロマンチックコメディ。ジュインはロマンチックコメディで主演を務めているが、自分の恋愛ではロマンチックな関係が苦手。ハン・ビスは恋愛をしない男性である。

## 出演

### 主要人物
ハン・ビス：イ・ミンギ
スリラードラマの脚本家。
オ・ジュイン：ナナ（AFTERSCHOOL）
韓国の全ての男性に愛される女優。
チョン・ユジン：カン・ミンヒョク（CNBLUE）
高校時代からのジュインの親友。コスメブランドの理事。

## 視聴率
| 2021年 | 2021年  | 2021年           |
| EP     | 放送日  | AGB視聴率        |
| EP     | 放送日  | 大韓民国（全国） |
| ------ | ------- | ---------------- |
| 第1回  | 3月24日 | 2.1％            |
| 第1回  | 3月24日 | 2.6％            |
| 第2回  | 3月25日 | 1.8％            |
| 第2回  | 3月25日 | 2.2％            |
| 第3回  | 3月31日 | 2.0％            |
| 第3回  | 3月31日 | 1.8％            |
| 第4回  | 4月1日  | 2.0％            |
| 第4回  | 4月1日  | 1.8％            |
| 第5回  | 4月8日  | 1.3％            |
| 第5回  | 4月8日  | 1.6％            |
| 第6回  | 4月8日  | 1.9％            |
| 第6回  | 4月8日  | 1.5％            |
| 第7回  | 4月14日 | 1.5％            |
| 第7回  | 4月14日 | 1.7％            |
| 第8回  | 4月15日 | 1.3％            |
| 第8回  | 4月15日 | 1.4％            |
| 第9回  | 4月21日 | 1.3％            |
| 第9回  | 4月21日 | 1.5％            |
| 第10回 | 4月22日 | 1.6％            |
| 第10回 | 4月22日 | 1.2％            |
| 第11回 | 4月28日 | 1.5％            |
| 第11回 | 4月28日 | 1.3％            |
| 第12回 | 4月29日 | 0.9％            |
| 第12回 | 4月29日 | 1.1％            |
| 第13回 | 5月5日  | 1.5％            |
| 第13回 | 5月5日  | 1.6％            |
| 第14回 | 5月6日  | 1.5％            |
| 第14回 | 5月6日  | 1.6％            |
| 第15回 | 5月12日 | 1.4％            |
| 第15回 | 5月12日 | 1.2％            |
| 第16回 | 5月13日 | 1.7％            |
| 第16回 | 5月13日 | 1.6％            |